# ایرباس ای۳۱۹
ایرباس ای۳۱۹ (به انگلیسی: Airbus A319) به‌عنوان عضوی از خانواده ایرباس ای۳۲۰، یک سری هواپیمای مسافربری باریک‌پیکر دوموتوره است که توسط شرکت ایرباس اروپا توسعه‌یافته و ساخته می‌شود. ایرباس ای۳۱۹ گونه کوتاه خانواده ایرباس ای۳۲۰ است. هواپیمای ای۳۱۹ می‌تواند ۱۲۴ تا ۱۵۶ مسافر را حمل کند و حداکثر برد آن ۳٬۷۰۰ مایل دریایی (۶٬۹۰۰ کیلومتر؛ ۴٬۳۰۰ مایل) است. مونتاژ پایانی این هواپیما در هامبورگ آلمان و تیانجین چین انجام می‌شود.
در ایران سه شرکت هواپیمایی ایران ایر (با داشتن ٣ فروند)، هواپیمایی معراج (با داشتن ٢ فروند) و هواپیمایی زاگرس(با داشتن ١ فروند) از این نوع هواپیما در ناوگان خود استفاده می‌کنند. 